# Sigride, a Orgulhosa

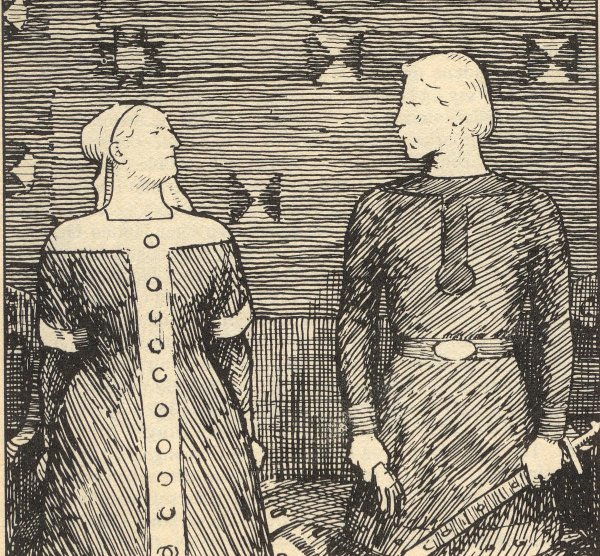
Sigrid é pedida em casamento por Olav Tryggvason, mas diz não. Ilustração de Erik Werenskiold

Sigride, a Orgulhosa, (conhecida na Suécia e na Dinamarca como Sigrid Storråde; c. 965 — após 1014) foi uma rainha lendária sueca, de existência não comprovada, que é mencionada de forma contraditória em sagas nórdicas e crônicas históricas. Esta personagem parece combinar histórias das vidas de outras pessoas.
Sigride era filha do grande senhor Skoglar-Toste da Gotalândia Ocidental. Por volta de 985 casou-se com o rei sueco Érico, o Vitorioso (Erik Segersäll) tornando-se rainha consorte. Ela lhe deu dois filhos, dos quais um deles, Olavo, o Tesoureiro (Olof Skötkonung) seria posteriormente rei da Suécia. Érico morreu em 995, e Sigride casou-se com Sueno I da Dinamarca (Svend Tveskæg) em 996, tornando-se a mãe dos reis dinamarqueses Haroldo II da Dinamarca (Harald 2.) e Canuto, o Grande (Knud den Store), bem como de mais três filhas.
|  |  |  |  |                                                      |                                                      |                                                      |                                                      |                                                      |                                                      |                               |                               |                                   |                                   |                                   |                                   |                                   |                                   |                                 |                                 |                                 |                                 | Biorno, filho de Érico Björn Eriksson |  |                               |                               |                               |                               |                               |                               |  |  |                                                   |                                                   |                                                   |                                                   |                                                   |                                                   |  |  |
|  |  |  |  |                                                      |                                                      |                                                      |                                                      |                                                      |                                                      |                               |                               |                                   |                                   |                                   |                                   |                                   |                                   |                                 |                                 |                                 |                                 |                                       |  |                               |                               |                               |                               |                               |                               |  |  |                                                   |                                                   |                                                   |                                                   |                                                   |                                                   |  |  |
|  |  |  |  |                                                      |                                                      |                                                      |                                                      |                                                      |                                                      |                               |                               |                                   |                                   |                                   |                                   |                                   |                                   |                                 |                                 |                                 |                                 |                                       |  |                               |                               |                               |                               |                               |                               |  |  |                                                   |                                                   |                                                   |                                                   |                                                   |                                                   |  |  |
|  |  |  |  | Rainha consorte Sigride, a Orgulhosa Sigrid storråde | Rainha consorte Sigride, a Orgulhosa Sigrid storråde | Rainha consorte Sigride, a Orgulhosa Sigrid storråde | Rainha consorte Sigride, a Orgulhosa Sigrid storråde | Rainha consorte Sigride, a Orgulhosa Sigrid storråde | Rainha consorte Sigride, a Orgulhosa Sigrid storråde |                               |                               | Érico VI da Suécia Erik Segersäll | Érico VI da Suécia Erik Segersäll | Érico VI da Suécia Erik Segersäll | Érico VI da Suécia Erik Segersäll | Érico VI da Suécia Erik Segersäll | Érico VI da Suécia Erik Segersäll |                                 |                                 |                                 |                                 |                                       |  |                               |                               |                               |                               |                               |                               |  |  | Olavo, filho de Biorno Olof Björnsson             | Olavo, filho de Biorno Olof Björnsson             | Olavo, filho de Biorno Olof Björnsson             | Olavo, filho de Biorno Olof Björnsson             | Olavo, filho de Biorno Olof Björnsson             | Olavo, filho de Biorno Olof Björnsson             |  |  |
|  |  |  |  | Rainha consorte Sigride, a Orgulhosa Sigrid storråde | Rainha consorte Sigride, a Orgulhosa Sigrid storråde | Rainha consorte Sigride, a Orgulhosa Sigrid storråde | Rainha consorte Sigride, a Orgulhosa Sigrid storråde | Rainha consorte Sigride, a Orgulhosa Sigrid storråde | Rainha consorte Sigride, a Orgulhosa Sigrid storråde |                               |                               | Érico VI da Suécia Erik Segersäll | Érico VI da Suécia Erik Segersäll | Érico VI da Suécia Erik Segersäll | Érico VI da Suécia Erik Segersäll | Érico VI da Suécia Erik Segersäll | Érico VI da Suécia Erik Segersäll |                                 |                                 |                                 |                                 |                                       |  |                               |                               |                               |                               |                               |                               |  |  | Olavo, filho de Biorno Olof Björnsson             | Olavo, filho de Biorno Olof Björnsson             | Olavo, filho de Biorno Olof Björnsson             | Olavo, filho de Biorno Olof Björnsson             | Olavo, filho de Biorno Olof Björnsson             | Olavo, filho de Biorno Olof Björnsson             |  |  |
|  |  |  |  |                                                      |                                                      |                                                      |                                                      |                                                      |                                                      |                               |                               |                                   |                                   |                                   |                                   |                                   |                                   |                                 |                                 |                                 |                                 |                                       |  |                               |                               |                               |                               |                               |                               |  |  |                                                   |                                                   |                                                   |                                                   |                                                   |                                                   |  |  |
|  |  |  |  |                                                      |                                                      |                                                      |                                                      |                                                      |                                                      |                               |                               |                                   |                                   |                                   |                                   |                                   |                                   |                                 |                                 |                                 |                                 |                                       |  |                               |                               |                               |                               |                               |                               |  |  |                                                   |                                                   |                                                   |                                                   |                                                   |                                                   |  |  |
|  |  |  |  |                                                      |                                                      |                                                      |                                                      | Casella "Estrid" non definita                        | Casella "Estrid" non definita                        | Casella "Estrid" non definita | Casella "Estrid" non definita | Casella "Estrid" non definita     | Casella "Estrid" non definita     |                                   |                                   | Olavo da Suécia Olof Skötkonung   | Olavo da Suécia Olof Skötkonung   | Olavo da Suécia Olof Skötkonung | Olavo da Suécia Olof Skötkonung | Olavo da Suécia Olof Skötkonung | Olavo da Suécia Olof Skötkonung |                                       |  | Amante legítima (frilla) Edla | Amante legítima (frilla) Edla | Amante legítima (frilla) Edla | Amante legítima (frilla) Edla | Amante legítima (frilla) Edla | Amante legítima (frilla) Edla |  |  | Nobre sueco Estirbiorno, o Forte Styrbjörn Starke | Nobre sueco Estirbiorno, o Forte Styrbjörn Starke | Nobre sueco Estirbiorno, o Forte Styrbjörn Starke | Nobre sueco Estirbiorno, o Forte Styrbjörn Starke | Nobre sueco Estirbiorno, o Forte Styrbjörn Starke | Nobre sueco Estirbiorno, o Forte Styrbjörn Starke |  |  |
|  |  |  |  |                                                      |                                                      |                                                      |                                                      | Casella "Estrid" non definita                        | Casella "Estrid" non definita                        | Casella "Estrid" non definita | Casella "Estrid" non definita | Casella "Estrid" non definita     | Casella "Estrid" non definita     |                                   |                                   | Olavo da Suécia Olof Skötkonung   | Olavo da Suécia Olof Skötkonung   | Olavo da Suécia Olof Skötkonung | Olavo da Suécia Olof Skötkonung | Olavo da Suécia Olof Skötkonung | Olavo da Suécia Olof Skötkonung |                                       |  | Amante legítima (frilla) Edla | Amante legítima (frilla) Edla | Amante legítima (frilla) Edla | Amante legítima (frilla) Edla | Amante legítima (frilla) Edla | Amante legítima (frilla) Edla |  |  | Nobre sueco Estirbiorno, o Forte Styrbjörn Starke | Nobre sueco Estirbiorno, o Forte Styrbjörn Starke | Nobre sueco Estirbiorno, o Forte Styrbjörn Starke | Nobre sueco Estirbiorno, o Forte Styrbjörn Starke | Nobre sueco Estirbiorno, o Forte Styrbjörn Starke | Nobre sueco Estirbiorno, o Forte Styrbjörn Starke |  |  |